# Tour Warnery
 (mai 2025).
 (mai 2025).
La tour Warnery est un immeuble d'habitation du milieu XXe siècle situé à Fontainebleau, en France. La tour Warnery est l'un des plus hauts édifices du département de Seine-et-Marne et joue également un rôle accessoire dans le domaine des télécommunications. Son impact visuel sur le paysage urbain et forestier lui vaut des critiques et les surnoms de « verrue de Fontainebleau » et de « tour infernale ». La tour est aussi le théâtre de plusieurs affaires criminelles ayant marqué l'actualité locale.

## Situation et accès
La tour est située entre les boulevards Winston-Churchill (au nord-est) et André-Maginot (au sud-ouest), au lieu-dit de la Fourche, soit à l'ouest de la ville de Fontainebleau.

## Histoire
La tour a été construite en 1957. En 1984, durant la guerre froide, la ville accueille le sommet de Fontainebleau auquel participent plusieurs chefs d'État européens. Lors de ce sommet, la possibilité d'installer un système de défense antiaérienne sur le haut de la tour est évoquée.
Fin 2006, dans le cadre d’une initiative municipale visant à repenser l’urbanisme de Fontainebleau, la tour Warnery est évoquée par le nouveau maire Frédéric Valletoux comme un élément problématique du paysage urbain. La tour, souvent qualifiée de « verrue » dans la cité impériale, est souhaitée disparue par des habitants et la municipalité, : Valletoux déclare que « l’idéal serait de la raser », tout en précisant qu’aucune subvention de l’État ne permet à ce moment-là d’envisager concrètement sa démolition.
Début 2011, la tour fait l’objet d’un important chantier de rénovation, le premier depuis 1993. Le projet comprend notamment le remplacement des ascenseurs devenus vétustes, l’aménagement de nouveaux espaces fonctionnels tels qu’un local à vélos et un autre pour les poussettes, ainsi que la rénovation complète du hall d’entrée. L’intervention la plus technique concerne le remplacement du transformateur principal, essentiel au fonctionnement des réseaux électrique, téléphonique et de télévision, impliquant une interruption temporaire des services pour les résidents et, ponctuellement, pour une partie des usagers alentour. Le coût total de l’opération est estimé à 800 000 euros.
En 2022, la Ville annonce l’abandon définitif du projet de démolition de la tour Warnery, au profit d’une transformation ambitieuse. La tour, longtemps surnommée « tour infernale », doit être requalifiée tant sur le plan architectural que fonctionnel. Le bâtiment sera « déconventionné », c’est-à-dire qu’il ne sera plus exclusivement réservé au logement social, et accueillera à terme une mixité d’usages : logements étudiants, résidence séniors, logements aidés, ainsi que des bureaux et espaces de coworking. Le projet vise également à restaurer son apparence architecturale d’origine, notamment en réintroduisant les balcons de la fin des années 1950 et début des années 1960. Cette opération s’inscrit dans une convention signée avec l’État et les Foyers de Seine-et-Marne, dans le cadre d’un plan global visant à porter le taux de logements sociaux de la ville à 25 % d’ici 2031. Un premier document de travail évoque 141 logements étudiants et un début de chantier envisagé en 2024.

## Structure

Plan d'étage de la tour Warnery, dans les années 1950.

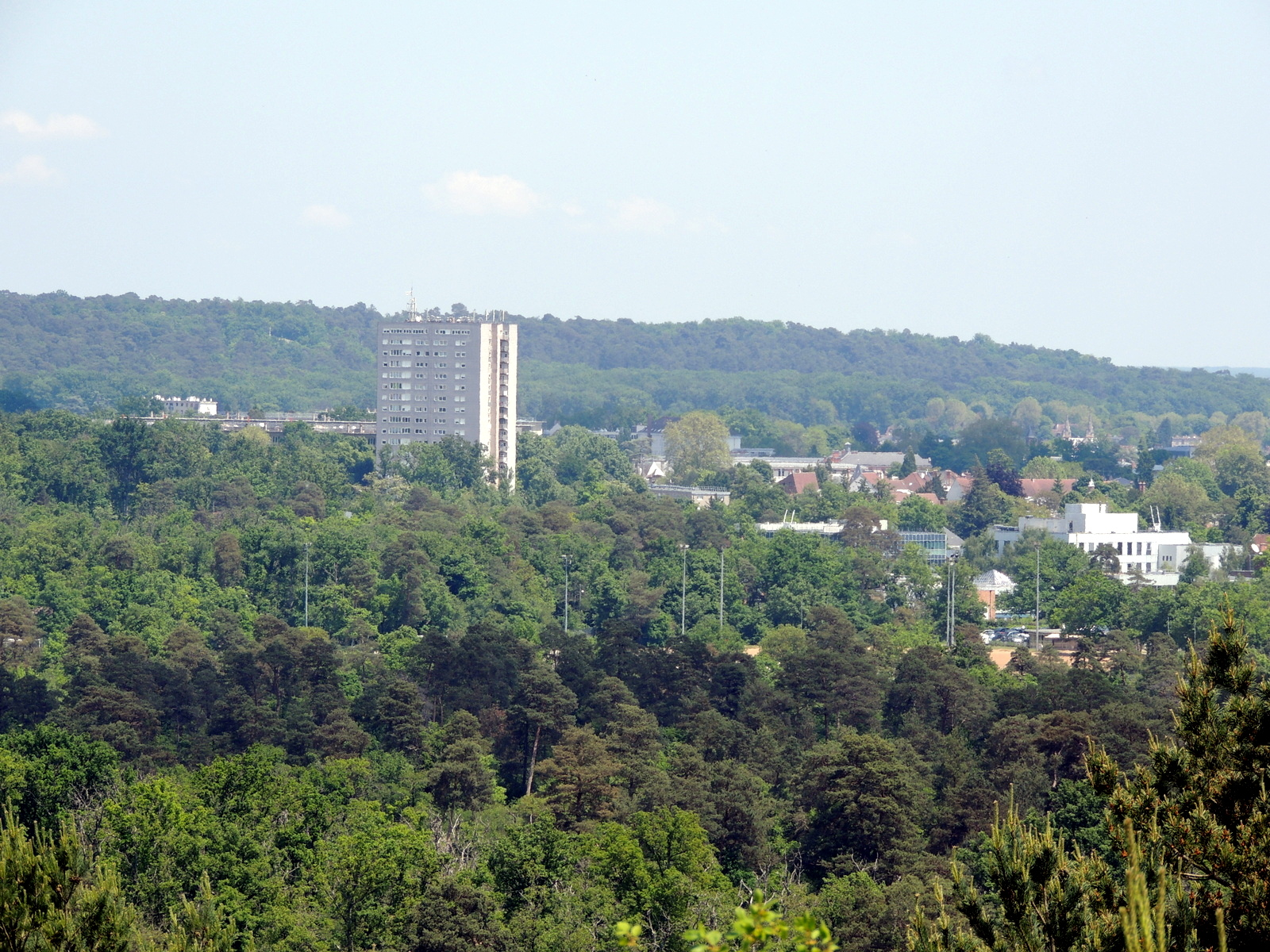
Tour Warnery visible depuis le point de vue du mont Aigu, en forêt, photographiée en juin 2013.

D'une hauteur de 54 mètres et s'élevant sur 18 niveaux, la tour Warnery est l'un des plus grands édifices du département,. Selon les dispositions de l'article R122-2 du Code de la construction et de l'habitation d'ailleurs, la tour est un immeuble de grande hauteur. Cette prédominance paysagère la fait ainsi inscrire dans un éventail de repères visuels que les visiteurs de la forêt peuvent mobiliser. On compte dans l'immeuble 157 appartements, des F2 et F3.

## Société
En 2003, le nombre de locataires dans la tour s'élève à 250, entre 12 et 14 % quittant chaque année leur appartement. Faisant état d'aucun appartement vacant, le taux de rotation n'est pas élevé par rapport aux normes nationales. Le plan local d'urbanisme la décrit comme un « élément substantiel du parc immobilier social de la ville ». Selon la réglementation, il s'agit d'un établissement recevant du public (ERP) de type O classé en 5e catégorie.
Au début des années 2000, la tour Warnery est le théâtre de tensions récurrentes. En 2003, des incidents violents surviennent dans le hall d’entrée, utilisé comme point de rassemblement par des groupes venus d’Avon, Moret et Montereau. Des cocktails Molotov sont lancés, provoquant un incendie partiel, suivi de dégradations supplémentaires sur les plafonds et les installations électriques. Les résidents signalent insultes, attroupements nocturnes, agressions et dégradations fréquentes. Une pétition signée par plus de deux cents locataires est transmise aux autorités locales, sans suite concrète selon plusieurs témoignages. L’agent technique de l’office public d'aménagement et de construction (Opac), également victime d’une agression au couteau, fait état d’un climat de violence persistant dans les parties communes. La tour est aussi utilisée dans le cadre de démarches suicidaires : dans l'après-midi du 22 juillet 2014, une femme de vingt-sept ans, apparemment étrangère à l'immeuble, s'y défenestre du haut d'un appartement. Une autre affaire marque les esprits en janvier 2017 : un homme de 22 ans, est mortellement poignardé sur le parking de la tour à la suite d’une rixe,. Cet événement suscite une vive émotion quelques jours plus tard avec une marche silencieuse d'environ 300 personnes dans les rues de la ville. Le procès, en 2020, aboutit à une condamnation à douze ans de réclusion,.

## Télécommunications

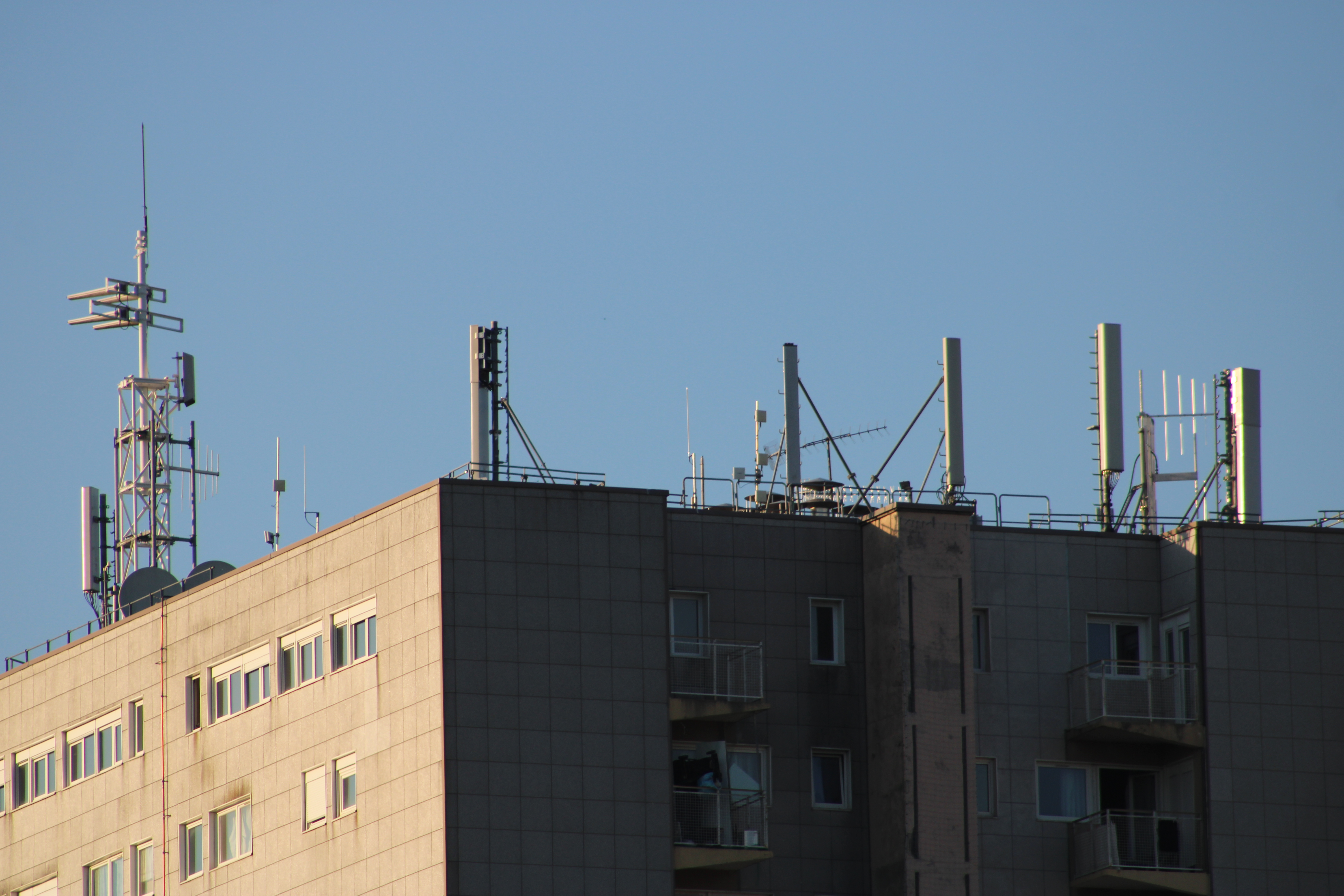
Antennes sur le toit, photographiées en juin 2021.

Pour remédier aux zones d'ombres de la diffusion analogique, non couvertes par les émetteurs de Paris et Reims, dix-huit émetteurs secondaires sont installés en Seine-et-Marne dont l'un sur la tour Warnery.

## Représentations culturelles
- 2010 : Turpitudes par Olivier Bocquet. Les actions du roman se déroulent fin 2003 à Fontainebleau, une ville que l'auteur qualifie de « très propre et bourgeoise » avec « l’idée que sous ces villes proprettes se cache, en réalité, un tas de petits secrets »[18]. Ainsi, la tour y est l'un des lieux d'actions :

« Le surlendemain, jour de sa parution, La République de Seine-et-Marne titrait sur un règlement de compte ayant provoqué la mort par balles de deux jeunes, au pied de la tour Warnery. »